# Doolin (groupe suisse)
 (avril 2018).
Doolin est un groupe suisse de musique traditionnelle irlandaise créé en 1999. Le nom du groupe vient du petit village du même nom connu dans toute l'Irlande pour ses sessions de musique. Composé de cinq musiciens de l’arc lémanique, le groupe Doolin se produit également en plus petite formation, lorsque les caveaux ou autres salles sont trop exigus pour tous les accueillir.

## Formation
- Brendan Ferran : uilleann pipes, whistle, voix
- Myrthe Rozeboom : flûte, whistle,
- Florian Desbaillet : guitare
- Nicolette Regard : violon, violoncelle
- Claude Meynent : bodhràn, percussions

## Discographie
- Doolin, 2001
- Around the table, 2005